# Prudenza Gabrielli Capizucchi
Prudenza Gabrielli Capizucchi, nota tra gli arcadi come Elettra Citeria (Roma, 17 dicembre 1654 – Roma, 13 dicembre 1709) è stata una scrittrice e nobildonna italiana.
Fu la prima donna, tra le romane residenti, ad essere ammessa all'Accademia dell'Arcadia.

Stemma di famiglia

## Biografia
Nacque dal marchese Mario Gabrielli, fratello del cardinale Giulio Gabrielli e strettamente imparentato con Papa Clemente X, e da Maddalena Falconieri, appartenente all'omonima famiglia fiorentina.
Giovane precoce, ricevette una buona istruzione e sin da subito mostrò interesse per la letteratura. Sposò il conte Alessandro Marescotti, che per motivi di successione aveva assunto il cognome dei Capizucchi. La coppia ebbe tre figli: il conte Mario Capizucchi, il conte Sforza Marescotti e la contessa Vittoria Astalli.
In occasione di un viaggio al Santuario di Loreto scrisse il suo primo sonetto dedicato alla Beata Vergine. Nel maggio del 1695 entrò a far parte dell'Accademia dell'Arcadia con il nome di Elettra Citeria. Ospitò nel suo palazzo un salotto letterario al quale erano soliti partecipare Vincenzo Leonio e Giambattista Felice Zappi. Fu inoltre autrice di un saggio sul Ragionamento intorno all'interpretazione d'una risposta data dall'Oracolo del giuoco del Sibillone.
Ospitò le riunioni arcadiche presso le residenze del suo figliastro Francesco Maria Marescotti Ruspoli, inizialmente presso la villa di San Matteo in Merulana e infine sull'Aventino. Gran parte dei suoi componimenti sono legati al suo stato d'animo in seguito alla morte del marito. Scrisse anche liriche religiose e dedicò alcune rime a suo figlio Mario.
Dopo la morte del marito, la sua salute peggiorò. Morì nel 1709. Fu sepolta a Roma, nella Chiesa di Santa Maria in Portico.